# Dody Goodman
Pour les articles homonymes, voir Goodman.
Dody Goodman est une actrice américaine née le 28 octobre 1914 à Columbus, Ohio et morte le 22 juin 2008 au New Jersey (États-Unis).

## Biographie
Elle est dans le rôle de Blanche dans le film Grease.

## Filmographie
- 1964 : Bedtime Story : Fanny Eubank
- 1951 : C'est déjà demain ("Search for Tomorrow") (série télévisée) : Althea Franklin (1968)
- 1976 : Mary Hartman, Mary Hartman (en) (série télévisée) : Martha Shumway
- 1976 : La Dernière folie (Silent Movie) : Tourist woman #1
- 1977 : Forever Fernwood (série télévisée) : Martha Schumway
- 1978 : Grease : Blanche
- 1979 : The Mary Tyler Moore Hour (en) (série télévisée) : Ruby Bell
- 1980 : The Treasure of Alpheus T. Winterborn : Miss Eells
- 1980 : Valentine Magic on Love Island (TV) : Ida Kramer
- 1981 : Diff'rent Strokes (TV) S3 E13 (Junk Food Junkie Stoppez les machines) : Sophia Drummond
- 1981 : Diff'rent Strokes (TV) S3 E20 (Un ancêtre à abattre) : Sophia Drummond
- 1982 : Grease 2 : Blanche Hodel
- 1980 : Texas (série télévisée) : Mavis Cobb (1982)
- 1983 : Le Retour de Max Dugan (en) (Max Dugan Returns) : Mrs. Litke
- 1983 : Alvin et les Chipmunks ("Alvin & the Chipmunks") (série télévisée) : Miss Rebecca Miller (voix)
- 1984 : Splash : Mrs. Stimler
- 1985 : Private Resort : Mrs. Rawlings
- 1985 : I Dream of Jeannie: 15 Years Later (en) (TV) : Scheherazade
- 1968 : On ne vit qu'une fois ("One Life to Live") (série télévisée) : Molly McDermott (1985)
- 1987 : The Chipmunk Adventure : Miss Rebecca Miller (voix)
- 1988 : Bring Me the Head of Dobie Gillis (en) (TV) : Ruth
- 1988 : Splash, Too (TV) : Mrs. Stimler
- 1991 : Cool as Ice : Mae McCallister
- 1992 : Frozen Assets (en) : Mrs. Patterson
- 1992 : Samantha (en) : Mrs. Higgins
- 1995 : Cops n Roberts
- 1995 : Family Reunion: A Relative Nightmare (TV) : Grandma Dotty Dooley
- 1999 : Alvin and the Chipmunks Meet Frankenstein (vidéo) : Miss Rebecca Miller
- 2000 : Alvin and the Chipmunks Meet the Wolfman (vidéo) : Miss Miller (telephone only)